# Kyle Guy
Kyle Joseph Guy (Indianapolis, Indiana, 11 de agosto de 1997) es un exbaloncestista estadounidense que jugó cinco temporadas como profesional, tres de ellas en la NBA. Con 1,88 metros de estatura, jugaba en la posición de escolta. Actualmente ejerce como entrenador asistente en los Nevada Wolf Pack de la División I de la NCAA.

## Trayectoria deportiva

### Universidad
Jugó tres temporadas con los Cavaliers de la Universidad de Virginia, en las que promedió 12,5 puntos, 3,0 rebotes y 1,6 asistencias por partido. En sus dos últimas temporadas fue incluido en el mejor quinteto de la Atlantic Coast Conference, y en el tercer equipo All-American de Associated Press y la NABC.
En su última temporada fue clave en la consecución con los Cavaliers del Campeonato de la NCAA en la final ante Texas Tech, siendo elegido Mejor Jugador del Torneo.

#### Estadísticas
| Año     | Equipo   | PJ  | PT | MPP  | %TC  | %3P  | %TL  | RPP | APP | ROB | TPP | PPP  |
| ------- | -------- | --- | -- | ---- | ---- | ---- | ---- | --- | --- | --- | --- | ---- |
| 2016–17 | Virginia | 34  | 7  | 18.6 | .439 | .495 | .714 | 1.7 | 1.3 | .4  | .0  | 7.5  |
| 2017–18 | Virginia | 34  | 33 | 32.4 | .415 | .392 | .824 | 2.6 | 1.5 | 1.0 | .0  | 14.1 |
| 2018–19 | Virginia | 38  | 38 | 35.4 | .449 | .426 | .833 | 4.5 | 2.1 | .7  | .1  | 15.4 |
| Total   | Total    | 106 | 78 | 29.1 | .433 | .425 | .806 | 3.0 | 1.6 | .7  | .0  | 12.5 |

### Profesional

#### NBA y G-League
Fue elegido en la quincuagésimo quinta posición del Draft de la NBA de 2019 por New York Knicks, pero sus derechos fueron posteriormente traspasados a Sacramento Kings a cambio de los de Ignas Brazdeikis, la elección número 47.
El 27 de septiembre de 2021 firmó con los Cleveland Cavaliers, siendo cortado el 16 de octubre sin llegar a debutar, y firmando el 23 de octubre como jugador afiliado de los Cleveland Charge.
El 30 de diciembre, firma un contrato de 10 días con Miami Heat. Renueva por otros 10 días el 10 de enero de 2022, y un contrato dual el 17 de enero. Siendo cortado el 24 de marzo tras 19 encuentros.
El 28 de marzo de 2022 regresó a los Cleveland Charge.

#### Europa
El 22 de julio de 2022 se marcha a España, a jugar en las filas del Club Joventut Badalona de la Liga ACB.
En la postemporada de 2023, el club español Valencia Basket se acercó inicialmente a Guy y le hizo una oferta de contrato oficial que posteriormente fue igualada justo en la fecha límite por Badalona, bajo la regla del tanteo de la Federación Española de Baloncesto. El 14 de julio de 2023, su contrato fue comprado por la potencia griega Panathinaikos, lo que llevó a Guy a la Euroliga por primera vez en su carrera con un contrato de dos años.
El 1 de enero de 2024, firma por el Lenovo Tenerife de la Liga ACB.

#### Retirada y entrenador
En agosto de 2024, a los 26 años, anunció su retirada y su incorporación al cuerpo técnico de la Universidad de Virginia.

## Estadísticas de su carrera en la NBA

### Temporada regular
| Año     | Equipo     | PJ | PT | MPP | %TC  | %3P  | %TL  | RPP | APP | ROB | TPP | PPP |
| ------- | ---------- | -- | -- | --- | ---- | ---- | ---- | --- | --- | --- | --- | --- |
| 2019-20 | Sacramento | 3  | 0  | 3.3 | .400 | .000 | .000 | .3  | .3  | .0  | .0  | 1.3 |
| 2020-21 | Sacramento | 31 | 0  | 7.6 | .330 | .283 | .800 | 1.1 | 1.0 | .2  | .0  | 2.8 |
| 2021-22 | Miami      | 19 | 0  | 9.8 | .400 | .350 | .667 | .9  | .9  | .4  | .1  | 3.9 |
| Total   | Total      | 53 | 0  | 8.1 | .361 | .303 | .750 | 1.0 | .9  | .2  | .0  | 3.1 |